# Lange Gerade
Der Begriff lange Gerade (oder Alexandroff-Gerade) bezeichnet in der Topologie einen topologischen Raum, der anschaulich einer ins Überabzählbare verlängerten Geraden entspricht. Da sie sich lokal wie die Gerade verhält, sich global aber wesentlich davon unterscheidet, dient sie in der Topologie häufig als Gegenbeispiel. Sie ist vor allem eines der beliebtesten Beispiele eines nicht parakompakten topologischen Raums. In der Definition einer Mannigfaltigkeit fordert man üblicherweise die Parakompaktheit oder die Existenz einer abzählbaren Basis (das zweite Abzählbarkeitsaxiom). Ohne diese Bedingungen kann die lange Gerade als differenzierbare Mannigfaltigkeit ohne abzählbare Basis angesehen werden. Sätze wie der Einbettungssatz von Whitney gelten für solche Mannigfaltigkeiten nicht, weil Teilmengen des Euklidischen Raumes immer zweitabzählbar sind: Es gibt aber immer eine glatte Einbettung in einen unendlichdimensionalen Raum.

## Definition
Der abgeschlossene lange Strahl L wird definiert als das kartesische Produkt der kleinsten überabzählbaren Ordinalzahl {\displaystyle \omega _{1}} mit dem halboffenen Intervall {\displaystyle [0,1)}, ausgestattet mit der von der lexikographischen Ordnung induzierten Ordnungstopologie. Der offene lange Strahl bezeichnet das Komplement des Ursprungs {\displaystyle (0,0)} im abgeschlossenen langen Strahl.
Invertiert man die Ordnungsrelation auf dem offenen langen Strahl, vereinigt diese geordnete Menge mit dem abgeschlossenen langen Strahl so zu einer neuen geordneten Menge, dass jedes Element des ersteren kleiner ist als jedes Element des letzteren, und versieht diese dann mit der Ordnungstopologie, so erhält man die lange Gerade. Anschaulich hat man dann in beide Richtungen einen offenen langen Strahl an den Ursprung geheftet.

## Eigenschaften
- Die lange Gerade ist ein normaler Raum, sie ist nicht parakompakt.[2]
- Die lange Gerade ist folgenkompakt, aber nicht kompakt.[3]